# Ursino di Bourges
Ursino (... – Bourges, III secolo) fu protovescovo di Bourges, venerato come santo dalla Chiesa cattolica.
Nei dittici dell'arcidiocesi di Bourges, sant'Ursino è considerato il primo vescovo e fondatore della Chiesa di Bourges. Di questo santo non esistono dati storici coevi, ma solo alcune Vitae medievali di nessun valore storico.
Di lui parla Gregorio di Tours in due occasioni, nella Historia Francorum e soprattutto nel De gloria Confessorum. Secondo questi testi, Ursino era un discepolo di Gesù, che assistette all'ultima cena, prese parte alla passione di Gesù e alla Pentecoste; assistette anche al martirio di santo Stefano. Diventato discepolo di san Pietro, lo seguì a Roma partecipando della sua passione e crocifissione. Papa Clemente I lo inviò poi in Gallia nella regione del Berry; qui costruì la prima chiesa di Bourges nella casa del senatore Leucadio, pagano convertito al cristianesimo. Morì il 29 dicembre di un anno sconosciuto.
Il racconto di Gregorio di Tours, benché privo di storicità, pieno di «favole, di banalità, di fatti meravigliosi e di errori cronologici» ebbe largo successo tra la popolazione ed è soprattutto per questi eventi che il santo venne maggiormente ricordato e venerato, come dimostrano le numerose testimonianze iconografiche nella cattedrale di Bourges. L'unico dato storico di una certa rilevanza à la menzione del senatore Leucadio, che colloca verosimilmente la vita di sant'Ursino nella seconda metà del III secolo.
Gregorio di Tours continua il suo racconto con la scoperta delle reliquie di sant'Ursino all'epoca del vescovo Probiano (552-565), che furono deposte nella chiesa di San Sinforiano, che successivamente prese il nome di Sant'Ursino. Le sue reliquie furono poi richieste da diverse chiese della Francia, tra cui quelle di Lisieux, Bayeux, Rouen e Blois.
Nel nuovo Martirologio Romano, riformato a norma dei decreti del Concilio Vaticano II, alla data del 9 novembre, il santo è ricordato con queste parole: